# Skallingen
Skallingen er en halvø i det nordlige Vadehav nord for Esbjerg. Den ligger mellem Blåvand og Fanø, og er cirka 7 km lang, med et areal på 2000 ha. Den er relativt nyt selvdannet land der først opstod efter en stormflod i 1634 ved havets aflejring af sand, og den er stadig under omdannelse. Skallingen er fredet og ejes af Naturstyrelsen.
Skallingen er ubeboet, kun i en kort periode fra 1901-1909 har der været nogle beboelser for personalet ved fyret, der blev bygget på Skalling Ende i 1901, men det blev allerede i 1909 opslugt af havet, sammen med de tilhørende huse.
Skallingen eksisterede ikke før 1634, da en stormflod udslettede fiskerlejet Sønderside der er et sted syd for Ho. Langsomt har halvøen Skallingen udviklet sig, gennem 400 år. Skallingen afgrænses mod nord af Havnegrøften der er et vandløb, der markerer den gamle kystlinie mellem Oksby og Ho Bugt.

## Minefelt
Skallingen indeholdt Danmarks sidste minefelt. Minefeltet blev oprettet i forbindelse med etableringen af Atlantvolden, et fæstningsanlæg anlagt af den tyske besættelsesmagt under 2. verdenskrig. Minefeltet bestod af ca. 72.000 miner. I 1947 var 61.000 af minerne fundet.
Minefeltet skulle ifølge Ottawa-konventionen have være ryddet senest i 2009. Der er dog siden afslutningen af 2. verdenskrig ikke sket person- eller materielskade som følge af minerne. Mange af minerne kan være skyllet i havet og uskadeliggjort af erosion. Man mente i 2009, at der var omkring 5.000 miner tilbage, og de kunne være særdeles ustabile.
Kystdirektoratet havde siden 2006 haft forskellige private entreprenører til at udføre minerydning i tre forskellige faser. Området var afspærret mens arbejdet foregik.
Minefeltet på Skallingen blev i 2012 erklæret for ryddet, og der er fri adgang til området, men trods det fandt en tysk turist en mine i august 2013.